# Ituglanis laticeps
Ituglanis laticeps är en fiskart som först beskrevs av Kner, 1863.  Ituglanis laticeps ingår i släktet Ituglanis och familjen Trichomycteridae. Inga underarter finns listade i Catalogue of Life.